# Узункольський район
Узунко́льський район (каз. Ұзынкөл ауданы, рос. Узункольский район) — адміністративна одиниця у складі Костанайської області Казахстану. Адміністративний центр — село Узунколь.

## Населення
Населення — 15694 особи (2021; 25480 у 2009, 31332 у 1999, 39870 у 1989).
Національний склад (станом на 2010 рік):
- росіяни — 10628 осіб (42,07 %)
- казахи — 10364 особи (41,02 %)
- українці — 2441 особа (9,66 %)
- німці — 448 осіб
- білоруси — 434 особи
- татари — 241 особа
- молдовани — 106 осіб
- азербайджанці — 99 осіб
- удмурти — 66 осіб
- башкири — 63 особи
- чеченці — 38 осіб
- чуваші — 35 осіб
- вірмени — 32 особи
- поляки — 32 особи
- мордва — 19 осіб
- інгуші — 9 осіб
- корейці — 8 осіб
- інші — 201 особа

## Історія
Прісногірковський район був утворений 17 січня 1928 року у складі Кзил-Джарського (пізніше Петропавловського) округу з центром у селі Прісногірковське. 17 грудня 1930 року він був ліквідований та розділений між Прісновським та Тонкерейським районами.
9 січня 1935 року район був відновлений з центром у селі Прісногірковське у складі Карагандинської області.
29 липня 1936 року район увійшов до складу новоствореної Кустанайської області.
29 червня 1938 року відбувся обмін сільрадами між Прісногірковським районом та сусіднім Прісновським районом Північноказахстанської області: до складу Прісногірковського району увійшла Кургамиська сільрада, а до складу Прісновського району — Єкатериновська та Усердинська сільради.
16 жовтня 1939 року з частини Прісногірковського району був утворений Дем'яновський район з центром у селі Дем'яновка.
15 квітня 1958 року до складу Прісновського району Північноказахстанської області передано село Сабіт. 2 січня 1963 року до складу Прісновського району Північноказахстанської області передано Озерну та Прісноредутську сільради, до складу новоствореного Тимірязєвського району Північноказахстанської області передано Мічурінську та Хмельницьку сільради; територія, що залишилась, була приєднана до складу Дем'яновського району. 26 серпня 1963 року до складу Прісновського району Північноказахстанської області було передано Каракамиську сільраду.
1966 року район перейменовано в Ленінський з центром в селі Ленінське. 1997 року район отримав сучасну назву.

## Склад
До складу району входять 2 сільських адміністрації та 9 сільських округів:
| Поселення                         | Площа, км² | Населення, осіб (1989) | Населення, осіб (1999) | Населення, осіб (2009) | Населення, осіб (2021) | Центр          | Населені пункти |
| --------------------------------- | ---------- | ---------------------- | ---------------------- | ---------------------- | ---------------------- | -------------- | --------------- |
| Бауманська сільська адміністрація | -          | 1462                   | 1100                   | 840                    | 339                    | Бауманське     | 1               |
| Сатайська сільська адміністрація  | -          | 1385                   | 1010                   | 797                    | 609                    | Сатай          | 1               |
| Єршовський сільський округ        | -          | 4363                   | 3364                   | 2562                   | 1457                   | Єршовка        | 4               |
| Кіровський сільський округ        | -          | 1469                   | 1266                   | 777                    | 441                    | Кіровське      | 4               |
| Новопокровський сільський округ   | -          | 4200                   | 3241                   | 2384                   | 1130                   | Новопокровка   | 3               |
| Прісногірковський сільський округ | -          | 5749                   | 4241                   | 3630                   | 1966                   | Прісногірковка | 7               |
| Ряжський сільський округ          | -          | 3315                   | 2205                   | 1299                   | 728                    | Ряжське        | 2               |
| Троєбратський сільський округ     | -          | 3737                   | 2634                   | 2413                   | 1708                   | Троєбратський  | 1               |
| Убаганський сільський округ       | -          | 1922                   | 1667                   | 1386                   | 645                    | Тайсойган      | 2               |
| Узункольський сільський округ     | -          | 8870                   | 7700                   | 7099                   | 5429                   | Узунколь       | 3               |
| Федоровський сільський округ      | -          | 3398                   | 2904                   | 2293                   | 1242                   | Федоровка      | 4               |

- 11 січня 2019 року Чапаєвський сільський округ перетворено у Річенську сільську адміністрацію[4].
- 18 грудня 2019 року Бауманський сільський округ перетворено в Бауманську сільську адміністрацію, Сатайський сільський округ перетворено в Сатайську сільську адміністрації, Київський сільський округ розділено на Абайську сільську адміністрації та Миролюбовську сільську адміністрацію, Карл-Марсівський сільський округ розділено на Сибірську сільську адміністрацію та Сокольську сільську адміністрацію, Петропавловський сільський округ розділено на Білоглинську сільську адміністрацію та Красноборківську сільську адміністрацію; ліквідовано Абайську сільську адміністрацію та Миролюбовську сільську адміністрацію, території включено до складу Єршовського сільського округу; ліквідовано Сибірську сільську адміністрацію та Сокольську сільську адміністрацію, території включено до складу Федоровського сільського округу; ліквідовано Білоглинську сільську адміністрацію та Красноборківську сільську адміністрацію, території включено до складу Прісногірковського сільського округу; ліквідовано Варваровську сільську адміністрацію, територію включено до складу Новопокровського сільського округу; ліквідовано Річенську сільську адміністрацію та Ряжську сільську адміністрацію, утворено Ряжський сільський округ[5].

## Найбільші населені пункти
Населені пункти з чисельністю населення понад 1000 осіб:
| № | Населений пункт | Населення, осіб (1989) | Населення, осіб (1999) | Населення, осіб (2009) | Населення, осіб (2021) |
| - | --------------- | ---------------------- | ---------------------- | ---------------------- | ---------------------- |
| 1 | Узунколь        | 7805                   | 6878                   | 6378                   | 5171                   |
| 2 | Троєбратський   | 3737                   | 2634                   | 2413                   | 1708                   |
| 3 | Прісногірковка  | 2371                   | 1837                   | 1873                   | 1297                   |